# 대구 동화사 부도암 신중탱
동화사 부도암 신중탱(桐華寺 浮屠庵 神衆幀)은 대한민국 대구광역시 동구 도학동 동화사에 있는 불화이다. 2006년 4월 20일 대구광역시의 문화재자료 제38호로 지정되었다.

## 개요
전형적인 조선후기 불화로 형태나 색채의 산만함이 없이 표현이 섬세하고 채색 도한 차분하여 인체 표현에 무리가 없고 형태의 단아함 등이 돋보인다.

## 참고 문헌
- 동화사부도암신중탱 - 국가유산청 국가유산포털